# Leonidi
Le Leonidi sono uno dei più importanti sciami meteorici: lo sciame, causato dalla Cometa Tempel-Tuttle, è visibile ogni anno intorno al 17 novembre ed è formato da particelle emesse dalla cometa durante il suo passaggio accanto al Sole. Il nome si deve alla posizione del radiante, il punto cioè da cui sembrano provenire, localizzato nella costellazione del Leone: le meteore infatti sembrano irradiarsi proprio da quel punto del cielo.

## Descrizione
La Terra, nel suo movimento di rivoluzione intorno al sole, attraversa la scia dei meteoroidi lasciati dal passaggio della cometa: la scia è formata da particelle solide, i meteoroidi appunto, emesse dalla cometa man mano che il gas ghiacciato sublima a causa della vicinanza al Sole (solitamente a una distanza inferiore a quella dell'orbita di Giove). Le Leonidi formano una scia in rapido movimento che attraversa l'orbita terrestre a 72 km/s. Tra le stelle cadenti, esse sono ben note per la brillantezza delle meteore e dei bolidi che possono avere una sezione di 9 mm e una massa di 85 g e che penetrano nell'atmosfera con una intensità pari a quella di un'automobile che urta a quasi 100 km/h. Le sue piogge meteoriche, che talvolta assumono il carattere di tempeste meteoriche, possono in un anno far depositare 12-13 tonnellate di particelle sul nostro pianeta.
I meteoroidi persi da una cometa danno vita a delle scie con orbite simili ma leggermente diverse da quelle della cometa che le origina. Il loro percorso, infatti, viene disturbato dai pianeti, in particolare da Giove e in misura minore dalla pressione radiativa del sole (effetto Poynting–Robertson ed effetto Yarkovsky): in generale, le scie vecchie sono spazialmente meno dense e danno luogo a piogge meteoriche con qualche meteora al minuto. Nel caso delle Leonidi esse raggiungono l'apice il 17 novembre, sparpagliandosi per diversi giorni intorno all'apice stesso che cambia di anno in anno; per contro, le scie giovani sono spazialmente più dense e danno luogo, quando la Terra le attraversa, a tempeste meteoriche con oltre 1000 meteore all'ora, in confronto a circa 1-2 meteore l'ora degli anni normali e a qualche meteora l'ora in occasione delle piogge meteoriche.

## Caratteristiche
Le Leonidi presentano un ciclo di 33 anni, pari al periodo orbitale della cometa Tempel-Tuttle: tra le piogge meteoriche ad esse associate vanno ricordate quelle del 1698, 1799, 1833, 1866, 1966, e 2001.
La sigla internazionale dello sciame è LEO.

## Galleria d'immagini

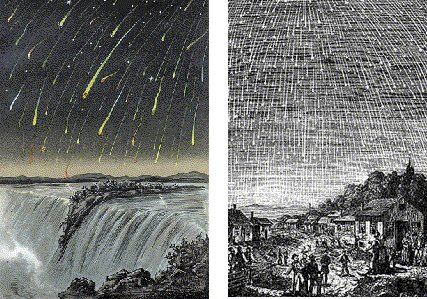
Rappresentazione artistica delle tempeste meteoriche dovute alle Leonidi del 1833 (a destra) e del 1866 (a sinistra).
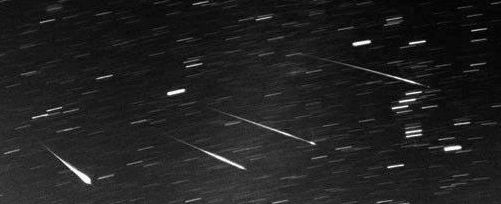
Lo sciame delle Leonidi nel 1999.
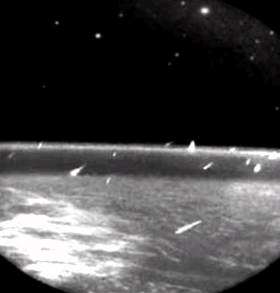
Le Leonidi viste dallo spazio.